# Miss Universe 1935
Der Wettbewerb um die Miss Universe 1935 war der dritte und letzte, der weltweit, unter Beteiligung des Comité pour l’election de Miss Europe durchgeführt wurde. Das Comité war 1928 durch den französischen Journalisten Maurice de Waleffe (1874–1946) ins Leben gerufen worden und organisierte den Wettbewerb um die Miss Europe kontinuierlich bis 1938. Waleffe hatte zuvor schon den Wettbewerb um die Miss France begründet. Er und sein Komitee hatten mit den Gastgebern vereinbart, dass die Kandidatinnen der Miss Europe alle auch für die Miss Universe qualifiziert waren. (Vereinzelt traten jedoch andere Teilnehmerinnen aus dem jeweiligen Land an).
Die außereuropäischen Kandidatinnen waren in ihren Herkunftsländern nach unterschiedlichen Kriterien ausgewählt worden.
Louise Lyman aus den USA war nicht dort gewählt worden. Sie hatte als Miss Atlantique an der Miss Europe 1934 teilgenommen. Ihr Titel wurde erstmals 1929 unter den weiblichen Fahrgästen von Passagierschiffen der Compagnie Transatlantique vergeben. Federführend und namensgebend war deren Bordzeitung L‘Atlantique.

## Der Wettbewerb

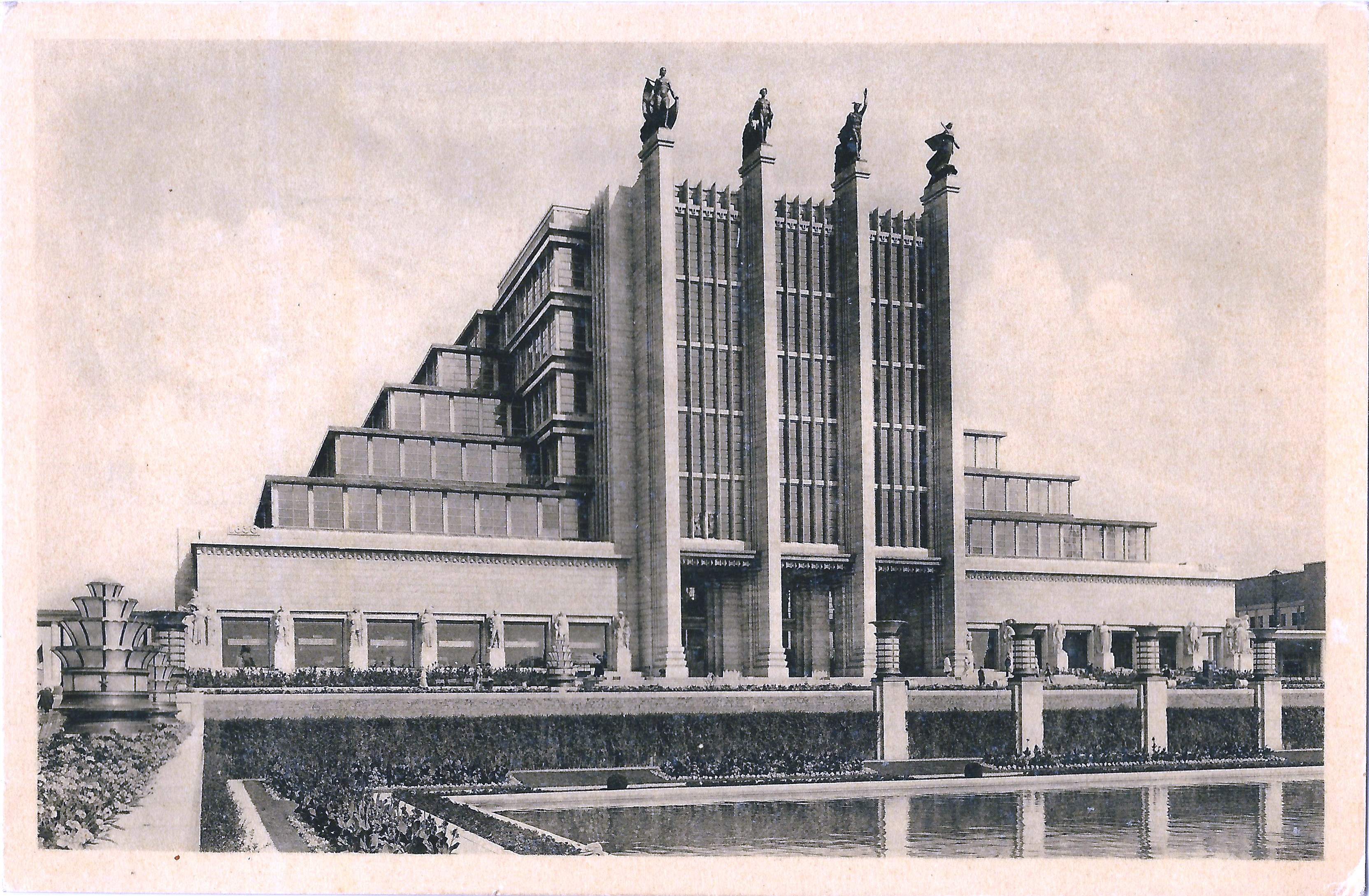
Das Grand Palais der Weltausstellung, Ort der Schönheitskonkurrenz.

Die Veranstaltung fand am 29. September 1935 im Rahmen der Weltausstellung in Brüssel statt. Es gab 28 Kandidatinnen. (Auf einem Werbeplakat waren 30 angekündigt). Platzierungen der Teilnehmerinnen sind bis auf die Siegerin nicht bekannt geworden.
| Land                    | Schreibweise in L’Illustration | Weitere, zeitgenössische, Schreibweisen | Schreibweise in der Heimatsprache |
| ----------------------- | ------------------------------ | --------------------------------------- | --------------------------------- |
| Platzierungen           |                                |                                         |                                   |
| 1. Ägypten              | Charlotte Wassef               |                                         | شارلوت واصف                       |
| Top 5                   |                                |                                         |                                   |
| Spanien                 | Antonia Arquez                 |                                         |                                   |
| Syrien                  | Samia Baroody                  |                                         |                                   |
| Tschechoslowakei        | Trude Böhm                     | Trude Bohm                              | Trude Böhm                        |
| Vereinigte Staaten      | Louise Lyman                   |                                         | Louise Lyman                      |
| Weitere Teilnehmerinnen |                                |                                         |                                   |
| Algerien                | Adrienne Desbons               |                                         |                                   |
| Argentinien             | Anita de Zavalía               |                                         |                                   |
| China                   | Ming Chu                       |                                         |                                   |
| Dänemark                | Ellen Oerregaard               |                                         | Ellen Ørregaard                   |
| „Donau“ („Danube“)      | Maria Nagy                     |                                         | Nagy Mária                        |
| England                 | Muriel Oxford                  |                                         | Muriel Oxford                     |
| Finnland                | Tertu Lytikainen               |                                         | Terttu Lyytikäinen                |
| Frankreich              | Gisèle Préville                |                                         | Gisèle Préville                   |
| Guayana                 | Sonia Léveillé                 |                                         |                                   |
| Haiti                   | Yolande Théard                 |                                         |                                   |
| Königreich Italien      | Tosca Giusti                   |                                         |                                   |
| Jugoslawien             | Nina Ninkovitch                |                                         | Nina Ninković, Нина Нинковић      |
| Laos                    | Kham Luong                     |                                         |                                   |
| Mexiko                  | Eva Cardena                    |                                         |                                   |
| Niederlande             | Leonora de Bruyn               |                                         |                                   |
| Norwegen                | Gerd Löwlie                    | Gerd Lovlien, Gerd Lowlie               |                                   |
| Österreich              | Luisa Stangl                   |                                         |                                   |
| Rumänien                | Sophie Boteni                  |                                         |                                   |
| Russland A              | Marianne Gorbatovsky           |                                         | Марианна Горбатовская             |
| Schweiz                 | Nelly Ulrich                   |                                         |                                   |
| Sibirien B              | Nadine Fomenko                 | Nadezhda Fomenko                        | Надежда Фоменко                   |
| Tunis (Tunesien)        | Aimée Neviani                  |                                         |                                   |
| Ungarn                  | Renée Gosztony                 |                                         |                                   |